# グミエ
グミエ（仏: Goumier）は、1908年から1956年にかけてフランス軍に所属した、支援部隊のモロッコ人兵士の呼称である。他に、植民地時代のフランス領スーダンおよびフランス領オートボルタのフランス軍において現地民の兵士を指す時にも用いられた。

## 概要
Goumier という語はアラビア語マグリブ方言で「起立する」を意味する qum （قم）に由来する。後に200名の兵士からなる部隊を goum （グム）と呼んだ。3-4個グムで1個 tabor （タボール）、3個タボールで1個 engine あるいは groupe が編成された。
各グムは様々な部族で混成されていた。当初、兵士の大部分はシディ・ボウバカーのChaouia地区、ウラード・サイード、セタット、カスバ、ダル・ブアザ、およびシディ・スリマネから徴募された。

## 起源
「グミエ」という呼称は始め、1900年代初期の南アルジェリアにおいて、フランス陸軍に協力した部族から徴募された非正規兵に対して与えられた。これら騎乗の協力者は、それぞれの部族の指導者の下で作戦に従事し、フランスアフリカ軍の正規兵である現地民騎兵隊（スパイ）や歩兵隊（ティライユール）とはまったく異なっていた。

## モロッコ、1908-34年
1908年、フランスのモロッコ介入の初期段階において、アルジェリア兵グミエが編成された。兵役期間終了後、アルジェリア兵は帰国し、代わりにモロッコ人が徴集された。グミエの呼称はそのままに、モロッコ兵は通常スパイやティライユールから転属したフランス人将校およびアルジェリア人下士官の指揮する派遣部隊で軍務に就いた。
半常設のモロッコ兵グミエは、当初、直近に占領した地域の警備のためにアルベール・ダマンド将軍によって組織された。他に、偵察や正規フランス軍部隊の支援にも従事し、1911年に常設部隊となった。名目上、グミエはモロッコのスルターンの支配下にあるとされたが、実際にはフランス陸軍の外郭部隊として組織され、その後フランスのために第三国に従軍した。しかし、彼らが最も関与したのは、フランスによる「鎮圧」中のモロッコ自身だった。
当初、モロッコ兵グムは民族衣装と腕章を着用していたが、常設部隊となってからは独特な茶色と灰色のストライプのジャラバ（フード付きのクローク）を採用し、フランス陸軍に所属した期間を通じて彼らのトレードマークとなった。頭には通常ターバンを巻いた。グムには歩兵隊と騎兵隊が含まれ、武器は伝統的なサーベルや細長いダガーを好んだ。
スペイン領モロッコの同等の部隊Mehal-La Jalifianaはフランスのグミエをモデルとして組織された。

## 第一次世界大戦
第一次世界大戦中、グミエはモロッコ国外に従軍していない。ただし、グミエの存在のおかげで、ユベール・リヨテ将軍は正規フランス軍の相当数をモロッコから西部戦線へ移動させることができた。1920年代の第3次リーフ戦争において、グミエはフランスアフリカ軍に貢献した。グミエはその後国家憲兵となり、モロッコの地方部の治安を維持した。

## 第二次世界大戦
第二次世界大戦において、4個モロッコ兵部隊（連隊規模）が連合軍として従軍した。彼らは1942年から1945年にかけて、夜間襲撃作戦を専門としてイタリアおよびナチス・ドイツと戦った。グミエ部隊は山岳地帯など起伏の激しい地形の前線に兵を配置する際にも利用され、連合軍正規歩兵部隊の進軍を助けた。

### 北アフリカ、1940-42年
1940年5月、12個グムが第1モロッコ支援兵群（1er Groupe de Supplétifs Marocains - G.S.M.）として編成され、リビア国外で作戦行動中のイタリア軍との戦闘に投入された。1940年の独仏休戦協定締結後、グムはモロッコに帰国した。北アフリカにおいてフランスが配備できる部隊数には厳しい制限が加えられ、それを避けるためにグミエは国家憲兵（社会秩序の維持や国境地帯の監視）機能を有する組織と説明されたが、一方で陸軍部隊としての組織や規律を維持した。

### チュニジア、1942-43年
第1GSMは1942年からチュニジア戦線に投入され、1943年1月には第2GSMが合流した。チュニジアの戦いの後、自由フランス軍はさらに2つの部隊群を追加し、名称はモロッコタボール群（Groupe de Tabors Marocains - G.T.M.）に改称された。各群は1個指揮グム（中隊）、3個タボール（大隊）からなり、1個タボールは3個グムで構成された。1個タボールには4門の81mm迫撃砲と891名の兵士が配備された。1個歩兵グムは210名の兵士で構成され、1門の60mm迫撃砲、2挺の軽機関銃、および7挺の自動小銃が配備された。
第14タボールは群から切り離されて戦争の残りの期間をモロッコの治安維持にあたり、ヨーロッパでの戦闘には参加しなかった。

### イタリア、1943-45年
モロッコグム隊の第4タボールは、アメリカ第7軍の指揮下となってシチリア上陸作戦に投入され、1943年7月14日にリカータに上陸した。同月27日にはアメリカ第1歩兵師団の指揮下となり、アメリカ第26歩兵連隊の部隊記録に彼らの勇敢さが記された。
イタリア戦線では、1943年11月に第4GTMがイタリアに上陸し、1944年1月には第3GTMが続き、1944年4月には第1GTMが増強された。
イタリアでの連合軍は、グスタフ・ラインにおいて長く膠着状態に陥った（モンテ・カッシーノの戦い）。1944年5月、山岳軍団麾下の3個グミエ群は、モンテ・カッシーノで行われたダイアデム作戦において、フランス海外派遣軍団のアウルンチ山脈を経由する攻撃の先鋒となった。「ここでは、グムはその価値を十二分に証明した。その軽装で高い機動力を持つ山岳部隊は、最小限の兵站で、ほとんど垂直の地形に戦闘隊形で侵入することができた。ほとんどの軍事アナリストは、グミエの機動が最終的にローマへの道を開いた決定的な勝利につながったと考えている。」
連合軍指揮官マーク・W・クラーク（アメリカ）も、グミエとティライユール部隊のモロッコ正規兵に敬意を表した。
敵軍の頑強な抵抗にもかかわらず、第2モロッコ師団は2日に満たない戦闘でグスタフ・ラインを突破した。フランス軍前線でのその後の48時間が勝利の決め手となった。ナイフを手にしたグミエは、特に夜間に、丘々に群がり、ジュアン将軍の全軍が何時間も攻勢をかけ、ドイツ軍は持ちこたえることができなかった。チェラゾーラ、サン・ジョルジョ、モンテ・ドーロ、アウゾーニア、そしてエスペーリアの占拠は、イタリアでの戦争において、最も大胆かつ見事な進撃の一つに数えられる…。この功績、それはローマへのすべての進撃の成否を握る鍵であり、私はいつまでもジュアン将軍と彼の素晴らしいFECに対して称賛を惜しまない。
—Bimberg, Edward L. "The Moroccan Goums: Tribal Warriors in a Modern War"
イタリア戦線での戦闘によるグミエの損耗は3,000名にのぼり、そのうち600名が死亡した。

#### Marocchinate
一方でグミエは、イタリアにおいて広い範囲にわたり重大な戦争犯罪を犯した。
「…普通では考えられない数のモロッコ兵が、彼らの進軍したイタリア地方で、殺人、強姦、あるいは略奪といった犯罪を引き起こした — その多くは裁かれることなく —。フランス当局は、グミエのためだけに、多数のベルベル人女性を「非戦闘従軍者」として後方に用意し、この問題の沈静化を図った。」
イタリア側の情報によると、グミエによる強姦の被害者は7,000名以上にのぼったとされ、のちにイタリアではこれら女性、子ども、あるいは聖職者を含む男性に対する強姦事件が、「モロッコ人のような」という意味の Marocchinate （マロッキナーテ）として知られるようになった。エスペーリアの首長は、彼のコムーネにおいて2,500名の住民のうち700名の女性が強姦され、何人かはそのため死亡したと報告した。ラティウム北部やトスカーナ州南部では、ドイツ軍撤退後、グミエが女性や青年（その中にはパルチザンのメンバーも含まれた）を強姦し、場合によっては殺害したとの主張があった。
フランス海外派遣軍団は、強姦あるいは殺人の罪で15名の兵士を銃殺隊によって処刑し、54名に対し軍刑務所での重労働を宣告した。

### コルシカ、1943年
1943年9月、第2GTMはコルシカ島解放に参加し、カップ・コルスからバスティア付近の山岳地でドイツ軍と交戦した。

### エルバ、1944年
1944年6月、第2GTMはバサード作戦においてフランス軍の一部としてエルバ島をドイツから奪還した。この島は予想されたより強固に守備されており、激戦の結果両軍に大きな損害をだした。

### フランス本土、1944年
第1、第2、および第3GTMは、1944年末から1945年初頭において、南フランスのヴォージュ山脈やアルザスでの戦闘に参加した。グミエは1944年8月18日に南フランスに上陸、第3アルジェリア歩兵師団所属となり、同月20日から28日にかけてのマルセイユ解放戦に参加した。第1GTMはその後、イタリアと接するアルプス戦線を確保するために投入され、11月にはベルフォールギャップ突破の一翼を担った。第2および第3GTMは、9月末から10月初頭にかけてルミルモンおよびジェラールメ地域で戦った。3個GTMはすべて11月から12月のヴォージュ山脈での戦闘に参加し、極寒の悪天候の中ドイツ軍の激しい抵抗を受けた。ヴォージュ山脈とコルマールでの激戦の後、1945年4月に第3GTMは、フランス軍がイタリアから立ち退いた後北アフリカに帰還していた第4GTMと交代し、帰国した。

### ドイツ、1945年
第1、第2、および第4GTMは、1945年の南西ドイツを制圧する最後の作戦に参加した。第1GTMは、1945年3月20日から25日、ビエンヴァルトのジークフリート線で戦った。1945年4月、第1および第4GTMはプフォルツハイム制圧戦に参加した。戦争の最終週、第2GTMはシュヴァルツヴァルトで戦い、南東のドイツ—オーストリア国境まで前進した。同じ頃、第1および第4GTMは他のフランス軍とともに、シュトゥットガルトおよびテュービンゲンへ向かって前進していた。1946年中旬、3個GTMはすべてモロッコに帰国した。
第二次世界大戦におけるグミエの損耗は、1942年から45年で8,018名、そのうち戦死は1,625名だった。

## インドシナ、1949-1954年
第一次インドシナ戦争においてモロッコ兵グミエは、1949年6月から1954年のディエンビエンフー陥落までフランス領インドシナに従軍した。グミエ部隊はトンキン北の前線に駐屯し、護送やquadrillage de zone（地域掃討）を主任務とした。兵役期間が定められて入隊する正規兵のモロッコティライユールとは対照的に、グミエは明確にインドシナでの交戦期間中に軍務に就くという契約だった。
グミエは以前と同じように大隊規模のタボールが編成され、それぞれはいくつかのグムあるいは中隊で構成された。モロッコ兵に対するフランス将校の割合は低く、通常各中隊に2名のみだった。現地で徴集された補助兵は、偵察部隊として各タボールに配属された。管理上の目的で極東モロッコタボール集団（Groupement de Tabors Marocain d'Extreme Orient）として旅団編成にされ、戦争中、通常3個タボールが常にインドシナで任務につくようにされた。1950年10月、第11タボールはNa Kheoを制圧したが、グミエとフランス人将校合わせて924名のうち、生存者は369名だった。
この彼らがフランス軍として従軍した最後の戦争の間、少なくともパレード用と寒さ対策のため、彼らは1911年来部隊の特徴であった、上部が平たいターバンと茶色のストライプのジャラバを着用した。

## モロッコ独立後
1956年にモロッコが独立すると、グミエは新しい王立モロッコ陸軍に編入された。フランス、スペイン、およびモロッコ政府の交渉の後、モロッコの正規および補助部隊は新設の王立国防軍（Forces Armées Royales - FAR）に移管することが同意され、1万4000人のモロッコ兵員がフランス軍から転属した。

## 関連作品
アルベルト・モラヴィアの小説『La Ciociara』およびそれを原作とし、ソフィア・ローレンが主演した同名の映画（邦題『ふたりの女』）では、第二次世界大戦中のイタリアを舞台とし、主人公親子がグミエによって強姦されるシーンが描かれている。